# جامعة بنها الأهلية
جامعة بنها الأهلية هي جامعة أهلية غير هادفة للربح وتهتم بالتميز في التعليم والبحث العلمي وتدعمها الدولة وتوجد في مدينة العبور، مصر.

## التاريخ
في عام 2008، تم تخصيص أرض بمدينة العبور بقرار جمهورى على مساحة 92 فدان.
في 05 ديسمبر 2020، أعلنت جامعة بنها، تلقيها موافقة مجلس الجامعات الخاصة والأهلية برئاسة وزير التعليم العالي والبحث العلمي، على إنشاء جامعة بنها الأهلية ومقرها مدينة العبور بمحافظة القليوبية.
في 19 يوليو 2023، وافق مجلس الوزراء على مشروع قرار رئيس الجمهورية بتعديل بعض أحكام قرار رئيس الجمهورية رقم 369 لسنة 2022، الخاص بإنشاء "جامعة بنها الأهلية"، بمحافظة القليوبية،  بإضافة ثلاث كليات جديدة إلى الجامعة، وهي: "الفنون البصرية والتصميم"، و"الطب البيطري"، و"علوم الطاقة".

## الموقع
تقع جامعة بنها الأهلية المملوكة بالكامل لجامعة بنها علي مساحة حوالى 32 فدانا بمدينة العبور وتم إنشاءها وتجهيزها بمستوى جامعات الجيل الرابع.

## الكليات
تضم الجامعة الأهلية كليات:

### كلية الهندسة
- هندسة التصنيع والمواد
- هندسة الميكاترونكس والاتمتة
- هندسة نظم الاتصالات
- الهندسة الطبية
- هندسة البناء
- الإسكان والتصميم للمجتمعات

### كلية علوم الحاسب
- الذكاء الاصطناعي وتعلم الألة
- اللغويات الحاسوبية
- علوم البيانات
- تطوير البرامج والتطبيقات
- الواقع الافتراضي والمعزز

### كلية الاقتصاد وإدارة الأعمال
- إدارة الأعمال والعلاقات الدولية
- الإحصاء والتأمين
- التسويق الرقمي والاعمال الإلكترونية
- الاقتصاد والتمويل الدولي
- المحاسبة ومعلوماتية الأعمال

### كلية الطب
- برنامج الطب البشري
- برنامج طب الفم والاسنان